# Bombardeig d'Alacant (1691)
|  | Per a altres significats, vegeu «Bombardeig d'Alacant». |

El Bombardeig d'Alacant de 1691 fou un dels episodis de la Guerra dels Nou Anys. La Guerra dels Nou Anys va ser una guerra lliurada a Europa i Amèrica del 1688 al 1697, entre Regne de França i la Lliga d'Augsburg com a resistència a l'expansionisme francès al llarg del Rin, i per salvaguardar els resultats de la Revolució Gloriosa d'una possible restauració de Jaume II d'Anglaterra auspiciada pels francesos. L'escenari de guerra a Amèrica del Nord, representat per colons francesos i anglesos, va ser conegut a les colònies angleses com la Guerra del rei Guillem. La guerra va començar amb la invasió francesa del Palatinat el 1688.

## Antecedents
L'únic teatre d'operacions de la Guerra dels Nou Anys decisiu al continent europeu fou el Principat Catalunya. Les tropes espanyoles només hi podien opondre resistència, i els aliats eren incapaços de prestar suport suficient. Anne Jules de Noailles va ocupar la població de Camprodon el 1689, que fou recuperat poc més tard per Carlos de Gurrea Aragón y de Borja, i el 1690 el mateix Noailles va ocupar Sant Joan de les Abadesses, Sant Pere de Ribes i Ripoll, i el 1691, La Seu d'Urgell), i va fortificar Bellver de Cerdanya. Les forces franceses comptaven amb uns 12.000 homes el 1690, però aquesta xifra va baixar a 10.000 homes el 1691. Un estol francès comandat per Jean II d'Estrées va bombardejar la ciutat de Barcelona els dies 10 i 11 de juliol de 1691 i més tard bombardejaria Vinaròs i Peníscola.

## El bombardeig
L'estol del Regne de França de vint-i-cinc galeres, comandat per Jean II d'Estrées va demanar una gran quantitat de diners per no destruir la ciutat, el port més important del Regne de València, i que fou rebutjada per la ciutat donant inici a les hostilitats, l'atac es va iniciar el 22 de juliol amb el bombardeig continu durant 2 dies, inclòs un intent de desembarcament el 23 de juliol que les defenses portuàries que va ser repel·lit. La guarnició no disposava mitjans per rebutjar l'atac donat el deficient estat de les muralles i fortificacions obsoletes des de feia un segle i l'obsolescència del arcabussos i mosquets que utilitzaven en comparació dels moderns fusells de pedra alemanys dels que disposaven els francesos. Les defenses d'alacant van intentar respondre però no van impedir la total devastació de la ciutat, ni van aconseguir fugir la flota francesa que només es va retirar el dia 29 després de conèixer que una flota espanyola es dirigia cap allà, deixant 200 cases dempeus de les 2000 que hi havia abans de l'atac quedant destruïts tots els edificis del segle XVI inclòs l'ajuntament i va afectar el Castell de Santa Bàrbara.